# Lenka Wagnerová
Lenka Wagnerová (dříve Matoušková, rozená Čechová) (* 15. listopadu 1960 Praha) je česká politička a pedagožka, od srpna 2012 do června 2014 místopředsedkyně České pirátské strany (z toho od prosince 2013 jako první místopředsedkyně).

## Život
Po absolvování Gymnázia Litoměřická na Praze 9 (maturovala v roce 1978) vystudovala psychologii na Filozofické fakultě Univerzity Karlovy v Praze (promovala v roce 1983). Vzdělání si dále rozšířila v rámci doplňujícího pedagogického studia na Pedagogické fakultě Univerzity Karlovy v Praze.
Začínala pracovat na Krajské hygienické stanici Středočeského kraje, kde se věnovala hygieně dětí a dorostu. Později nastoupila jako učitelka do základní školy v Praze-Letňanech (současný název je Základní škola a Mateřská škola generála Františka Fajtla DFC), kde pracovala do roku 2015 (v letech 2007 až 2013 byla zároveň ředitelkou, osm let na škole působila i jako výchovná poradkyně).
Lenka Wagnerová je vdaná a má tři syny, žije v Praze.

## Politické působení
Do politiky se vstoupila, když v komunálních volbách v roce 1998 kandidovala jako nestraník za ODA na kandidátce subjektu "Koalice ČSNS, ODA" do Zastupitelstva Městské části Praha-Letňany (dnes Praha 18), ale nebyla zvolena. Nebyla zvolena ani ve stejné městské části v komunálních volbách v roce 2006 za subjekt "Volba pro Letňany"
V únoru 2012 se stala členkou České pirátské strany, v níž se zaměřuje na problematiku vzdělávání. V srpnu 2012 byla na celostátním fóru Pirátů v Praze zvolena druhou místopředsedkyní strany. V prosinci 2013 se stala 1. místopředsedkyní strany, v lednu 2014 byla v této funkci na Celostátním fóru Pirátů v Pardubicích potvrzena. Na začátku června 2014 na funkci rezignovala a v roce 2016 členství ve straně ukončila.
Zúčastnila se voleb do Senátu PČR v roce 2012, kdy kandidovala za Piráty v obvodu č. 41 - Benešov. Se ziskem 4,10 % hlasů skončila na devátém místě a nepostoupila do druhého kola.
Ve volbách do Poslanecké sněmovny PČR v roce 2013 kandidovala za Piráty v Hlavním městě Praze. Strana se ale do Poslanecké sněmovny PČR nedostala.